# Charles Thirion
 (avril 2025).
La mise en forme du texte ne suit pas les recommandations de Wikipédia : il faut le « wikifier ».
Les points d'amélioration suivants sont les cas les plus fréquents. Le détail des points à revoir est peut-être précisé sur la page de discussion.
- Les titres sont pré-formatés par le logiciel. Ils ne sont ni en capitales, ni en gras.
- Le texte ne doit pas être écrit en capitales (les noms de famille non plus), ni en gras, ni en italique, ni en « petit »…
- Le gras n'est utilisé que pour surligner le titre de l'article dans l'introduction, une seule fois.
- L'italique est rarement utilisé : mots en langue étrangère, titres d'œuvres, noms de bateaux, etc.
- Les citations ne sont pas en italique mais en corps de texte normal. Elles sont entourées par des guillemets français : « et ».
- Les listes à puces sont à éviter, des paragraphes rédigés étant largement préférés. Les tableaux sont à réserver à la présentation de données structurées (résultats, etc.).
- Les appels de note de bas de page (petits chiffres en exposant, introduits par l'outil «  Source ») sont à placer entre la fin de phrase et le point final[comme ça].
- Les liens internes (vers d'autres articles de Wikipédia) sont à choisir avec parcimonie. Créez des liens vers des articles approfondissant le sujet. Les termes génériques sans rapport avec le sujet sont à éviter, ainsi que les répétitions de liens vers un même terme.
- Les liens externes sont à placer uniquement dans une section « Liens externes », à la fin de l'article. Ces liens sont à choisir avec parcimonie suivant les règles définies. Si un lien sert de source à l'article, son insertion dans le texte est à faire par les notes de bas de page.
- La présentation des références doit suivre les conventions bibliographiques. Il est recommandé d'utiliser les modèles {{Ouvrage}}, {{Chapitre}}, {{Article}}, {{Lien web}} et/ou {{Bibliographie}}. Le mode d'édition visuel peut mettre en forme automatiquement les références.
- Insérer une infobox (cadre d'informations à droite) n'est pas obligatoire pour parachever la mise en page.

Pour une aide détaillée, merci de consulter Aide:Wikification.
Si vous pensez que ces points ont été résolus, vous pouvez retirer ce bandeau et améliorer la mise en forme d'un autre article.
Pour les articles homonymes, voir Thirion.
Charles Thirion (1838-1920) est  un architecte qui a marqué la région de Verviers de la seconde moitié du XIXe et début XXe siècle par sa production abondante et éclectique. Frère d’Adolphe Thirion, père de Carlos Thirion et grand-père d’Émile-José Fettweis, il a joué un rôle clé dans le commencement d'une grande lignée d'architectes.
Son répertoire prolifique et éclectique s'est manifesté dans l'exécution et diverses réalisations : résidences (hôtels particuliers, villas, châteaux), établissements commerciaux dont plusieurs banques, usines, de nombreuses églises, les plans de la gare centrale de Verviers, lieux culturels, écoles. 

## Biographie
Charles Thirion est né à Nivelles le 26 juin 1838, il est le frère cadet d’Adolphe Thirion également architecte (1835-1862). En 1867, il épouse Marie-Élisabeth Lambertine Rensonnet, veuve de son frère aîné. À la fin des années 1860, il s'installe à Verviers, Rue Tranchée n°14, où il établit son atelier d'architecture. Peu de temps après le décès de Marie-Élisabeth Lambertine Rensonnet en 1877, il se remarie avec Julie Simon, avec laquelle il aura trois enfants : Carlos Thirion, Anne-Marie Thirion et Juliette Thirion. 
Aucune référence bibliographique n'atteste de la formation de Charles Thirion. Cependant, il convient de noter qu'au XIXe siècle, l'exercice de la profession d'architecte ne requiert pas nécessairement l'obtention d'un diplôme. Cependant, il est plausible que Charles Thirion ait suivi une formation artistique au sein d'une académie ou d'une école des Beaux-Arts. Il est vraisemblable que Charles Thirion ait accompagné son frère, Adolphe Thirion, dans la réalisation de certaines constructions, bénéficiant ainsi de la tutelle de son aîné.
Il est particulièrement productif à partir des années 1880, il a fait les plans d’une centaine de projets autant de constructions publiques que privées dans la région verviétoise de style éclectique. 
Il a été membre effectif puis correspondant de la Société centrale d’architecture de Belgique jusqu’à sa mort. Il meurt en 1920 à Verviers, date à laquelle son fils Carlos Thirion hérite de son bureau d'architecte.

## Principales réalisations

### Patrimoine religieux
Il a réalisé plusieurs églises néoclassiques, telles que Saint-Joseph à Manaihant en 1855, située à Herve et Saint-Martin à Petit-Rechain entre 1874 et 1876.

L'église Sainte-Julienne à Verviers (Avenue Peltzer) bâti de 1901 à 1907 est une belle illustration de son goût prononcé pour les compositions monumentales teintée de tradition avec deux tours à la gothique.

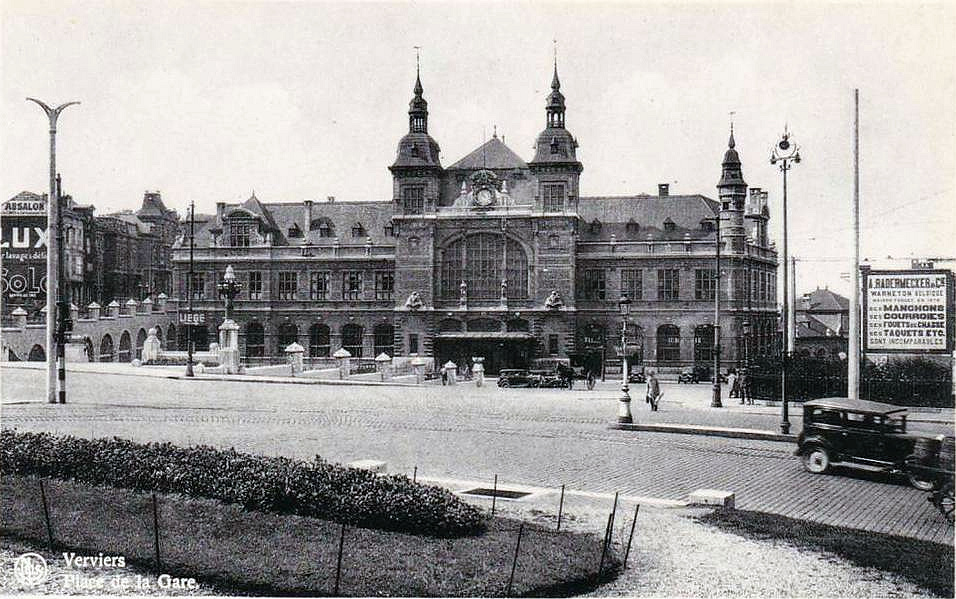
Gare Centrale de Verviers dans les années 1930.

### Bâtiments publics

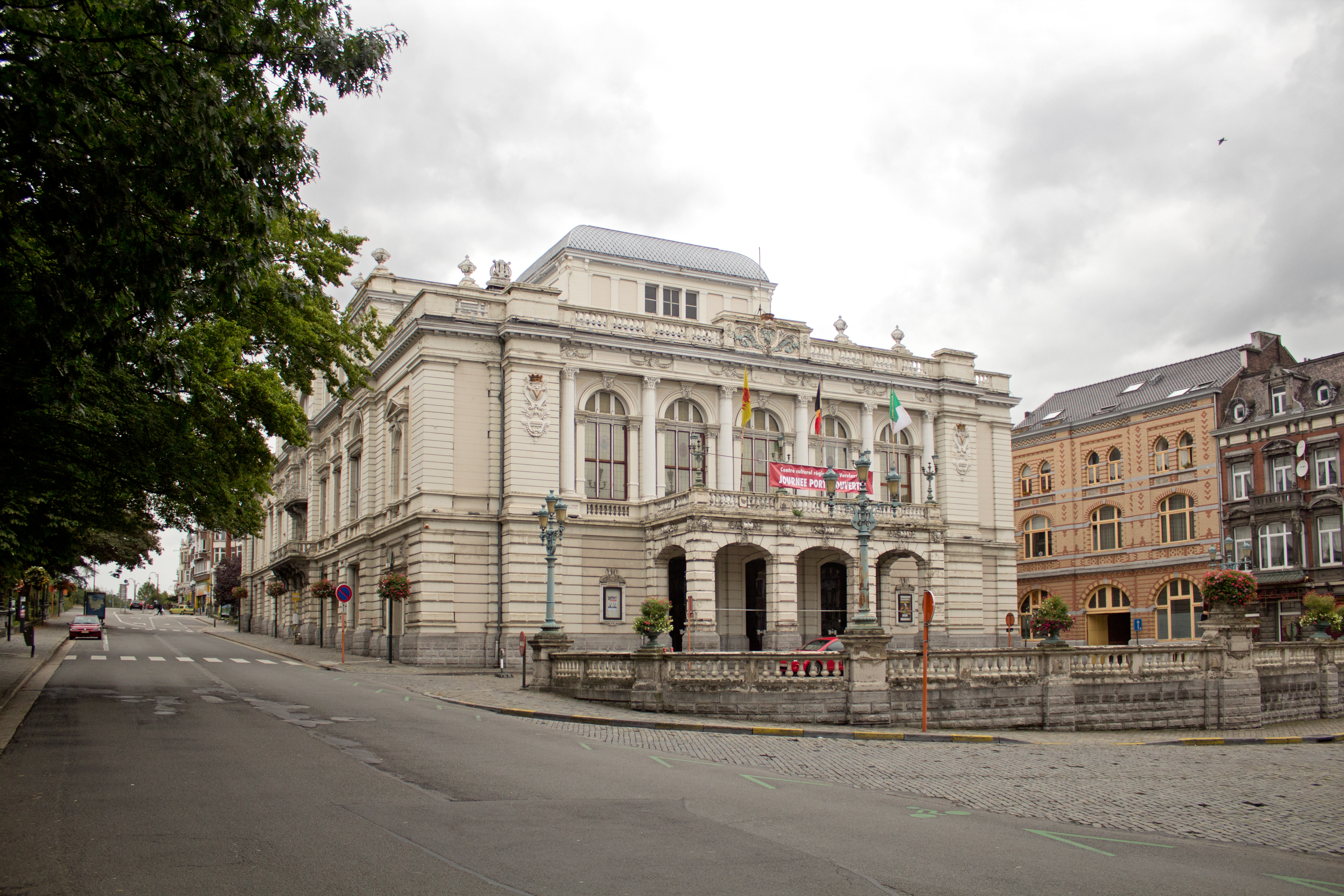
Le Grand Théâtre de Verviers.

L'une de ses œuvres les plus importantes est le Grand Théâtre de Verviers (1890-1892) avec ses références classiques. Il est également crédité des plans de la gare centrale de Verviers (1912-1914), conçus en collaboration avec l’ingénieur Emile Burguet (1879-1966) et finalement réalisés entre 1925 et 1930 par son fils Carlos Thirion (1883-1970). Il a réalisé la façade du nouveau Manège de Verviers (Rue du Manège n°12-16) entre 1891-1892 de style mauresque.

### Bâtiments commerciaux
Parmi ses réalisations, on compte également des bâtiments commerciaux dont trois édifices bancaires à savoir le siège de la Banque Nationale à Verviers (Rue de la Banque n°16) en 1873 ou encore la Banque de Verviers (1902-1904) et la banque du Crédit anversois de Verviers (1913-1915).

### Habitations privées
Charles Thirion a également laissé son empreinte dans la conception de nombreuses habitations bourgeoises unifamiliales (dizaine de maisons de maitre, villas et châteaux), caractérisées par un style éclectique à dominante néoclassique, répondant aux attentes de la noblesse et de la bourgeoisie industrielle, notamment en collaboration avec la firme Roy Frères. Dans la Rue Laoureux (n°26,32/39,46, 48), on retrouve une enfilade d'habitations réalisée par l'architecte, les façades claires sont marquées par des décors sobres uniformes. Il réalise la Porterie de la Société de l’Harmonie en 1903, située Rue de la Concorde à Verviers, elle est commandée vers 1892 par Edmond Lieutenant, président de la Société de l'Harmonie.
Le château Bettonville situé Avenue Peltzer est un exemple de cette production. Situé à Lambermont, ce château a été construit en 1905 par l'architecte à la demande de l'industriel lainier Clément Bettonville. Cet édifice caractéristique du néoclassique avec une symétrie de la façade, un décor peu présent. L'ensemble est cohérent et raffiné avec l'usage du marbre et de la pierre.